# Ngọc Trạo, thành phố Thanh Hóa
Ngọc Trạo là một phường thuộc thành phố Thanh Hóa, tỉnh Thanh Hóa, Việt Nam.

## Địa lý
Phường Ngọc Trạo nằm ở trung tâm thành phố Thanh Hóa, có vị trí địa lý:
- Phía bắc giáp các phường Ba Đình, Lam Sơn và Tân Sơn
- Các phía còn lại giáp phường Đông Vệ.

Phường Ngọc Trạo có diện tích 0,54 km², dân số năm 2019 là 10.214 người, mật độ dân số đạt 18.915 người/km².

## Hành chính
Phường Ngọc Trạo được chia thành 10 tổ dân phố, đánh số lần lượt từ 1 đến 10.

## Lịch sử
Sau năm 1954, địa bàn phường Ngọc Trạo hiện nay là tiểu khu Quang Trung thuộc thị xã Thanh Hóa.
Năm 1971, sáp nhập thêm một số tụ điểm dân cư như trại cá Lai Thành, Tân Bình vào tiểu khu Quang Trung.
Ngày 3 tháng 7 năm 1981, Ủy ban nhân dân tỉnh Thanh Hóa ban hành Quyết định số 511 TC/UBTH về việc thống nhất tên gọi các phường trong nội thị thuộc thị xã. Theo đó, tiểu khu Quang Trung chuyển thành phường Ngọc Trạo như hiện nay.
Phường Ngọc Trạo nằm bên tuyến kênh Nhà Lê, là tuyến đường thủy đầu tiên trong lịch sử Việt Nam từ kinh đô Hoa Lư đến Đèo Ngang và được xem là tuyến đường Hồ Chí Minh trên sông vì những đóng góp cho các cuộc chiến tranh của người Việt.

## Danh nhân
- Trần Mai Ninh: nhà văn, nhà thơ, nhà cách mạng.